# The Lions
The Lions är bergstoppar i Kanada.   De ligger i provinsen British Columbia, i den sydvästra delen av landet, 3 500 km väster om huvudstaden Ottawa.
I omgivningarna runt The Lions växer i huvudsak barrskog. Runt The Lions är det tätbefolkat, med 550 invånare per kvadratkilometer.